# Takara Tomy
Takara Tomy Co., Ltd. (株式会社タカラトミー, Kabushiki-gaisha Takara Tomī, TSE : 7867) est une compagnie japonaise de jouets, jeux vidéo, produits et divertissements pour enfants, créée par la fusion de deux compagnies rivales le 1er mars 2006 : Tomy (fondée en 1924 sous le nom de Tomiyama et changé en Tomy en 1963) et de Takara (fondée en 1955). C'est Tomy qui produit les figurines et une grande partie des accessoires Pokémon.

L'ancienne marque Tomy, toujours utilisée en dehors de l'Asie.

Cette entreprise a créé les Diaclones et les Micro-Changes qui seront rachetés par Hasbro qui feront plus tard les jouets (avec de nouvelles couleurs et de nouveaux noms) de la gamme Transformers.